# Keresztelő Szent János fejevétele templom (Arbore)
Az arborei Keresztelő Szent János fejevétele templom (Biserica Sfântul Ioan Botezătorul) a falu központjában, közvetlenül a forgalmas főút mellett helyezkedik el.
1503-ban Luca Arbore kezdeményezésére épült. Ahogyan a hagyomány tartja, építéséhez Ștefan cel Mare küldte el mesterembereit. Külső falfestését pedig 1541-ben másik fejedelem, Petru Rareș művészei tevékeny közreműködésével készítették.
A templom festői szépséggel jelenik meg az erődítményből fennmaradt torony alatti kapubejárat keretében. Elrendezése a moldvai típus redukált változataként két térrészből áll. Az épület déli kapuzata kupolás előtérbe vezet, a keleti oldalon innen nyílik a kettős, egymástól 45°-kal elforgatott csegely-átmenet fölött félgömbsüveggel koronázott naosz, amelyet a keleti apszis két oldalán – északon és délen – két lapos, falvastagságba foglalt fülkebővület egészít ki. Masszív szerkezeti biztonságot sugall a vaskos hevederekkel kialakított térlefedés, valamint a – jelenlegi állapotában legszebb részletét képező – nyugati homlokzat támpillér-párja közti külső falfestmény.
Az épület anyagszerű súlyosságát feloldja a falak külső felén fennmaradt nyugati oldali faliképek részletgazdagsága. A belső tér sajnálatosan elpusztult falfestményei miatt komor hatású.
Ikonográfiai rendszerében sajátos, moldvai színezettel érvényesül az ortodox felfogás. A moldvai egyház vallási tanításait illusztráló képek – például az „Akathisztosz-himnusz” ábrázolásai – mesteri tudással jelenítik meg mondanivalójukat. A „Szent György fogadása a császári udvarban” című képen például a valós világ építészeti környezetébe helyezve, portrészerűen elevenednek meg szemünk előtt az alakok. E narratív előadásmódban gyakran érezhető a bizánci Paleologosz-reneszánsz realizmusának ihlető hatása.
A temetőkert a hajdani kolostorkert területén, a templomtól keletre helyezkedik el, síremlékei későbbi keletűek. A temető felől szinte grafikai finomsággal jelennek meg a keleti és északi oldal hajdani freskóinak halvány körvonalai.

## Lásd még
- Észak-moldvai kolostorok